# گمینا رشل
گمینا رشل (به لهستانی:  Gmina Reszel) یک گمینا در لهستان است که در شهرستان کنتژن واقع شده‌است. گمینا رشل ۱۷۸٫۷۱ کیلومتر مربع مساحت و ۸٬۳۳۵ نفر جمعیت دارد.